# Concessionária Rota 116 S/A
A Rota 116 é a concessionária que desde 16 de março de 2001 administra a Rodovia RJ-116. do trecho que vai de Itaboraí a Macuco.
A partir da conclusão das obras emergenciais de recuperação da rodovia em fevereiro de 2002, conforme estabelecido no edital de concessão pelo DER-RJ, começou a operar o pedágio criando até o vale-pedágio. sendo acionada pela Delta Construções, empresa envolvida como o caso do bicheiro Carlinhos Cachoeira. mas que não veem cumprindo contratos como no inicio da licitação.